# Champions of Krynn
Champions of Krynn ist das erste von drei Computer-Rollenspielen der Gold-Box-Reihe, die in der Fantasywelt Drachenlanze des Rollenspiel-Regelwerks Advanced Dungeons & Dragons spielt (sog. Dragonlance Fantasy Role-Playing Epic). Das Spiel wurde erstmals 1990 veröffentlicht. Es erschien für die Plattformen Amiga, Apple II, Commodore 64, DOS, PC-98. Im Jahresabstand folgten die Fortsetzungen Death Knights of Krynn (1991) und The Dark Queen of Krynn (1992).

## Handlung
Schauplatz der Handlung ist die Drachenlanze-Kampagnenwelt Krynn. Nach einem Prolog im Wirtshaus „Zur letzten Bleibe“ in Solace beginnt die Reise in einem Außenposten nahe Throt, der Hauptstadt des Hobgoblin-Reiches. Die Gruppe trifft bald darauf auf eine Gruppe Baaz-Drakonier, die einigen Siedlern aus dem Hinterhalt aufgelauert haben. Nach dem Kampf erscheint ein größerer Aurak-Drakonier namens Myrtani und stiehlt ein altes Buch. Ohne die Gruppe weiter zu beachten, teleportiert Myrtani davon. Die Heldengruppe berichtet Sir Karl, dem Kommandanten des Außenpostens, von den Ereignissen. Sir Karl erkennt, dass die Kräfte des Bösen nicht annähernd so geschwächt sind wie gedacht, und schickt die Gruppe aus, die Angelegenheit zu untersuchen und Myrtani samt seinen Streitkräften zu vernichten.

## Spielprinzip
Der Spieler erstellt zu Beginn eine sechsköpfige Heldengruppe, wobei er Geschlecht, Klasse und Rasse festlegt. Der Import einer existierenden Heldenparty wie bei den vorherigen Gold-Box-Spielen (Pool of Radiance, Curse of the Azure Bonds etc.) ist wegen der Unterschiede zwischen den Kampagnenwelten nicht möglich. Champions of Krynn enthält im Vergleich zu den Spielen in den Vergessenen Reichen andere Rassen und Klassen, aus denen der Spieler für seine Heldentruppe wählen kann. Bei den Rassen stehen neben Menschen die Rassen Kender, Qualinesti- und Silvanesti-Elfen sowie Berg- und Hügelzwerge zur Auswahl. Die Klasse des Paladins wurde durch den Ritter von Solamnia ersetzt, die aufgrund eines Armutseids beim Betreten einer Stadt eine Goldsumme verschenken. Klerikercharaktere können eine Schutzgottheit wählen, die ihnen unterschiedliche Boni verleihen. Wie im Drachenlanze-Setting vorgesehen, stehen die Fähigkeiten der Magier in Abhängigkeit zu den Mondphasen.
Das grundlegende Spielprinzip ist identisch zu dem der früheren Serienableger: die Erkundung erfolgt aus der Egoperspektive, für die rundenbasierten Kämpfe schaltet das Spiel in einen separaten Kampfmodus aus der Kavalierperspektive. Die Steuerung erfolgt mit Hilfe der Tastatur und Maus oder Joystick. Im Vergleich zu Pool of Radiance und Curse of the Azure Bonds können die Auswahlmenüs nun auch mit den Pfeiltasten statt ausschließlich mit Hotkeys bedient werden. Als neue Option besitzt das Spiel die Möglichkeit, einen Schwierigkeitsgrad für die Level festlegen zu können. Häufig auftretende Gegner sind die sogenannten Drakonier, die sich in fünf Untergattungen aufteilen.

## Technik
Unter MS-DOS verwendet das Programm Grafiken in 16 Farben und EGA-Qualität. Sie ist in etwa auf dem Niveau des zeitgleich erschienenen Secret of the Silver Blades und damit nochmals leicht verbessert im Vergleich zum ein Jahr zuvor erschienenen Curse of the Azure Bonds. Das Programm unterstützte zudem Adlib-Soundkarten. Es existieren zwei unterschiedliche DOS-Versionen:
| OS     | Version | Programmiersprache           |
| ------ | ------- | ---------------------------- |
| MS-DOS | V1.1    | Turbo Pascal 5.5             |
| MS-DOS | V1.2    | Turbo Pascal 6.0 (exepacked) |

## Rezeption
Im Test des D&D-Rollenspielmagazins Dragon #156 erhielt das Spiel von den Testern Hartley, Patricia und Kirk Lesser als Wertung 5 von 5 Sternen. Im deutschsprachigen Raum vergab der Amiga Joker 63 %, die ASM 10 von 12 Punkte für die C64- und DOS-Version, die Power Play 86 % für Amiga- und DOS-Version.

„Hier stimmt so ziemlich alles, um ein saftiges Fantasy-Vergnügen auf den Computer zu bringen. Vor allem die taktischen Kämpfe sind gut gelungen und tragen viel zum Spielspaß bei.“

Gemäß Allen Rausch in seiner Retrospektive für das Online-Spielemagazin GameSpy „gibt es wenig, was man in Champions of Krynn falsch finden könnte […] der Hauptkritikpunkt war, dass die Spielgrafik allmählich hoffnungslos veraltet wirkte“.
SSI konnte rund 116.700 Kopie des Spiels absetzen. Damit lagen die Verkaufszahlen zwar unterhalb von Pool of Radiance (ca. 264.500 Kopien), aber immer noch deutlich höher als alle Veröffentlichung vor Erwerb der AD&D-Lizenz. Das Spiel wurde mit den Titeln Death Knights of Krynn und The Dark Queen of Krynn fortgeführt, die Heldengruppe kann dafür transferiert werden.